# Thereva apicalis
Thereva apicalis är en tvåvingeart som beskrevs av Christian Rudolph Wilhelm Wiedemann 1821. Thereva apicalis ingår i släktet Thereva och familjen stilettflugor. Inga underarter finns listade i Catalogue of Life.